# Chrysopa phyllochroma
Chrysopa phyllochroma là một loài côn trùng trong họ Chrysopidae thuộc bộ Neuroptera. Loài này được Wesmael miêu tả năm 1841.